# Playmobil FunPark Athene
Het Playmobil FunPark Athene is een Grieks themapark van Playmobil in Kifisia. Het park ligt vlak bij de Griekse hoofdstad Athene en is 2849 m² groot. Jaarlijks ontvangt het park meer dan 150.000 bezoekers. Het park is opgericht in 1997 en in 2015 verhuisde het naar de huidige locatie.

## Indeling
Het Playmobil FunPark bestaat uit acht speelruimten, een Playmobil FunStore, een Lechuza café en een Lechuza Store. Eén van de acht speelruimten is speciaal ingericht voor kleuters met Playmobil 1.2.3, een speelgoedlijn voor kinderen van 1½ tot en met 3 jaar. De Playmobil FunStore verkoopt naast het reguliere assortiment ook accessoires. Lechuza is een producent van plantenbakken en evenals Playmobil onderdeel van Geobra.

## Andere parken
Er zijn ook parken door Playmobil gebouwd in Zirndorf en op Malta. Playmobil had ook twee parken in de Verenigde Staten, maar de parken in Orlando en Palm Beach Gardens zijn weer gesloten. Het park dat in 1999 in het Franse Fresnes (Parijs) werd geopend, is gesloten op 31 juli 2022.